# Drymaria polycarpoides
Drymaria polycarpoides är en nejlikväxtart som beskrevs av Asa Gray. Drymaria polycarpoides ingår i släktet Drymaria och familjen nejlikväxter. Inga underarter finns listade i Catalogue of Life.